# Длинная рука закона
«Дли́нная рука́ зако́на» (англ. Long Arm of the Law, иер. трад. 省港旗兵, кант.-рус.: Сан Кон кхэй пин) — гонконгский криминальный фильм, режиссёрский дебют Джонни Мака, снятый им по сценарию Филипа Чаня. Фильм был не только тепло принят кинокритиками, но и оказался успешным в коммерческом плане.

## Сюжет
В 1983 году Тай Тун, лидер бандгруппы с материкового Китая едет на поезде с вокзала Коулуна. Соратники Туна берут оружие в переулке и ждут его. Вместе они планируют устроить ограбление ювелирного магазина в Гонконге, а затем «залечь на дно». Шайка пересекает границу, убедив гонконгскую полицию в том, что они из барабанной трупы, направляющейся на празднование дня рождения Будды.
Преступников настигают полицейские при проверке их автомобиля, когда те наблюдают за своей «целью», после чего происходит перестрелка. Бандиты сбегают и строят планы на вторую попытку. Тун встречается со своим «посредником» Тхаем и сообщает ему, что они вынуждены отложить своё задание. Тхай обещает Туну $ 50 000 за убийство Толстяка, копа под прикрытием. Тун со своими людьми «убирает» Толстяка на катке в торговом центре, но приходит в ярость, когда узнаёт, что его наняли убить полицейского. Заподозрив Тхая, полиция безрезультатно допрашивает его о банде Туна. Вскоре Тун со своими друзьями связывает Тхая в машине и поджигает её. Но потом спасает его и требует больше денег. Тхай предаёт банду Туна, показывая полиции видеокассету с убийством Толстяка.
Тун и его люди грабят ювелирный, но всё идёт не по плану. Когда полицейские гонятся за грабителями, погибает охранник. Тхай прибывает на встречу с бандой, но те находят передатчик полиции. Когда Тун избивает Тхая, полицейские в вертолёте открывают по ним огонь, в результате чего Тхай погибает, а один из преступников получает ранение. Бандиты сбегают в город-крепость Коулун. Тем не менее после предательства все они погибают от рук членов спецотряда полиции.

## Создатели

### Исполнители ролей
- Лам Вай[кит.] — Тай Тун
- Вон Кинь — Круглолицый Ку
- Кон Лун — Пат Чун
- Чань Кин — Петух
- Фон Лит — Болван
- Лам Сёнсам — Бычий Глаз
- Ён Мин — Сён
- Лау Онькхэй — Ангел
- Сам Вай[кит.] — Тхай
- Ын Хойтхим — суперинтендант Лэй

### Съёмочная группа
- Компания: Johnny Mak Production Ltd., Bo Ho Films Co., Ltd.
- Продюсеры: Джонни Мак, Саммо Хун
- Режиссёр: Джонни Мак
- Автор сценария: Филип Чань[англ.]
- Ассистенты режиссёра: Джордж Ма, Вань Фат, Джобик Вон, Лоу Поусань
- Постановщики боёв: Билли Чань, Ассоциация каскадёров Саммо Хуна[фр.]
- Художники-постановщики: Чён Кинхун, Фун Юньчхи, Янк Вон[кит.]
- Режиссёр монтажа: Питер Чён
- Гримёр: Чань Куокхун
- Дизайнер по костюмам: Чю Синхэй
- Оператор: Джонни Ку
- Композитор: Махмуд Рамжан[кит.]

## Реакция

### Сборы
| Рейтинги                | Рейтинги           |
| Издание                 | Оценка             |
| ----------------------- | ------------------ |
| Internet Movie Database | · (905 голосов)    |
| Douban                  | · (19 493 голосов) |
| Hong Kong Cinema        | [ 11 ]             |
| Heroic Cinema           | [ 12 ]             |
| easternkicks.com        | [ 13 ]             |
| Far East Films          | [ 14 ]             |

Фильм собрал 10 249 364 гонконгских доллара в гонконгском кинопрокате за 15 дней показов в период с 11 по 25 июля 1984 года. На Тайване, по завершении проката на 63 экранах территории, длившегося с 17 ноября по 7 декабря 1984 года, общая сумма сборов составила 8 968 926 тайваньских долларов от зрительской аудитории в 141 932 человека.

### Отзывы кинокритиков
Борис Хохлов на сайте Hong Kong Cinema оценивает киноленту «значительно выше среднестатистического криминального триллера тех лет». Джон Снэддэн с Heroic Cinema в заключении своей рецензии пишет, что «„Длинная рука закона“ — один из выдающихся кинофильмов кантонского кинематографа — и он заслуживает вашего внимания». Том Канлифф с сайта easternkicks.com описывает фильм как «классический криминальный боевик гонконгского кинематографа, основанный на социальной/исторической атмосфере, в которой он был сделан». Пэт Кинг на портале Far East Films заключает, что «„Длинная рука закона“ отстаёт от своей репутации, но по-прежнему остаётся солидным и неотразимым [фильмом]».

## Награды и номинации
| Категория                         | Лауреат             | Результат |
| --------------------------------- | ------------------- | --------- |
| Лучший фильм                      | Длинная рука закона | Номинация |
| Лучший режиссёр                   | Джонни Мак          | Номинация |
| Лучшая мужская роль второго плана | Сам Вай             | Победа    |
| Лучший актёрский дебют            | Лам Вай             | Номинация |
| Лучший сценарий                   | Филип Чань          | Номинация |
| Лучшая операторская работа        | Джонни Ку           | Номинация |
| Лучшая киномонтажная работа       | Питер Чён           | Победа    |
| Лучший постановщик трюков         | Билли Чань          | Номинация |
| Лучшая музыка                     | Махмуд Рамжан       | Номинация |

| Категория                    | Лауреат                     | Результат |
| ---------------------------- | --------------------------- | --------- |
| Лучший художественный фильм  | Golden Harvest (HK) Limited | Номинация |
| Лучшая режиссура             | Джонни Мак                  | Победа    |
| Лучший оригинальный сценарий | Филип Чань                  | Номинация |
| Лучшая операторская работа   | Джонни Ку                   | Номинация |
| Лучший монтаж                | Питер Чён                   | Победа    |
| Лучшая звукозапись           | Чау Сиулун                  | Номинация |

«Длинная рука закона» включена в список «ста лучших китайских кинолент» по версии Гонконгской кинопремии, в котором расположилась на шестой позиции. Также лента внесена в список «ста обязательных к просмотру гонконгских кинофильмов», изданный Гонконгским Департаментом Культуры и Отдыха и Гонконгским Киноархивом.